# Mosquée Tombul

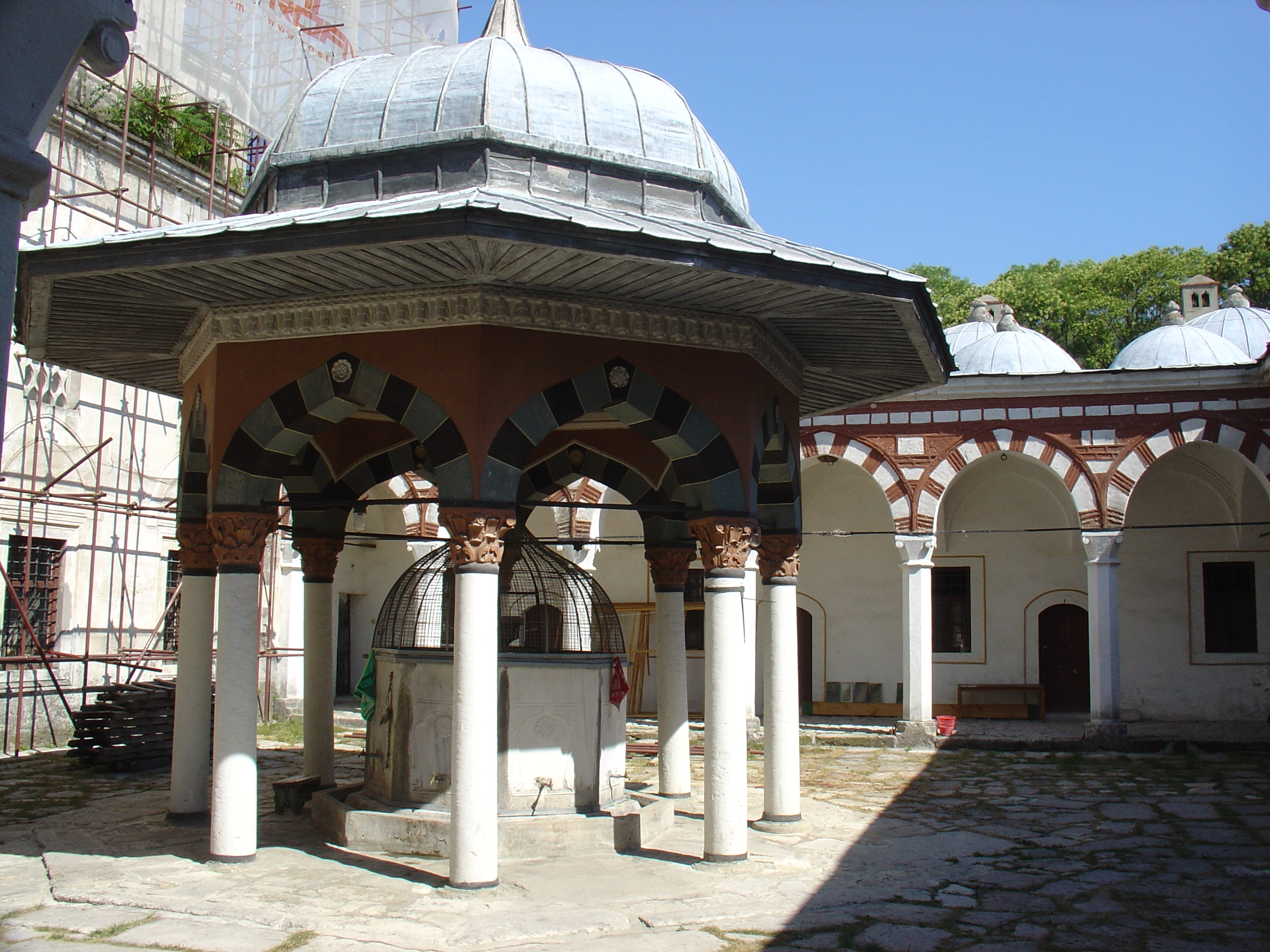
La cour intérieure de la mosquée de Tombul

La mosquée Cherif Halil Pacha, communément appelé Mosquée Tombul (ou Tumbul) (Томбул джамия) est une ancienne mosquée ottomane se trouvant à Choumen. C'est la plus grande mosquée de Bulgarie, et la deuxième plus grande mosquée des Balkans. Construite sur l'initiative d'Halil Pacha entre 1740 et 1744, son nom vient de la forme de son dôme.
Elle se compose d'une pièce principale (une salle de prière), d'une cour et d'une médersa comprenant douze pièces.